# A Győri ETO FC 2008–2009-es szezonja
A Győri ETO FC 2008–2009-es szezonja szócikk a Győri ETO FC első számú férfi labdarúgócsapatának egy idényéről szól, mely sorozatban a 49., összességében pedig a 65. idénye a csapatnak a magyar első osztályban. A klub fennállásának ekkor volt a 104. évfordulója.

## Mérkőzések
| Színmagyarázat | Színmagyarázat |
| -------------- | -------------- |
|                | Győzelem.      |
|                | Döntetlen.     |
|                | Vereség.       |

### UEFA-kupa
1. selejtezőkör
| Első mérkőzés 2008. július 17. 20:00 |

| Győri ETO                                         | 1 – 1   | Zesztaponi                                      |
| ------------------------------------------------- | ------- | ----------------------------------------------- |
| Böőr 58' 13' Stevanović 30' Bajzát 84' Völgyi 86' | (0 – 1) | Šupić 45' (öngól) Gelashvili 34' Gotsiridze 86' |

| ETO Park, Győr Nézőszám: 5 000 Játékvezető: Angel Angelov (bolgár) Asszisztensek: Ivan Valtchev Veselin Mishev |

| Visszavágó 2008. július 31. 15:00 |

| Zesztaponi                                                               | 1 – 2   | Győri ETO                                  |
| ------------------------------------------------------------------------ | ------- | ------------------------------------------ |
| Gotsiridze 51' Daushvili 56' Gelashvili 61' Ionanidze 74' Lobjanidze 90′ | (0 – 0) | Jäkl 52' Pákolicz 66' Józsi 40' Pintér 80′ |

| David Abashidze Stadium, Zesztaponi Nézőszám: 4 000 Játékvezető: Anastasios Kakkos (görög) Asszisztensek: Konstantinos Dallas Spyridon Trifonas |

2. selejtezőkör
| Első mérkőzés 2008. augusztus 14. 18:30 |

| VfB Stuttgart        | 2 – 1   | Győri ETO |
| -------------------- | ------- | --------- |
| Tasci 13' Marica 33' | (2 – 1) | Böőr 45'  |

| Mercedes-Benz Arena, Stuttgart Nézőszám: 11 000 Játékvezető: Paulo Costa (portugál) Asszisztensek: José Ramalho Serafim Nogueira |

| Visszavágó 2008. augusztus 28. 20:30 |

| Győri ETO                                                | 1 – 4   | VfB Stuttgart                                     |
| -------------------------------------------------------- | ------- | ------------------------------------------------- |
| Bajzát 81' 81' Jäkl 7' Nikolov 25' Kovács 49' Völgyi 59' | (0 – 2) | Lanig 31' Hitzlsperger 41' Gómez 55' 60' Boka 15' |

| ETO Park, Győr Nézőszám: 8 000 Játékvezető: Espen Berntsen (norvég) Asszisztensek: Erik Raestad Odd-Jarle Larsen |

### Soproni Liga 2008–09

#### Őszi fordulók
| 1. forduló 2008. július 26. 20:00 |

| Haladás                                     | 2 – 1               | Győri ETO                                 |
| ------------------------------------------- | ------------------- | ----------------------------------------- |
| Tóth P. 42' Kuttor 45' Rajos 30' Molnár 49' | (2 – 0) Jegyzőkönyv | Bicák 50' Šupić 41' Bajzát 65' Kovács 67' |

| Rohonci úti stadion, Szombathely Nézőszám: 6 500 Játékvezető: Bede Ferenc (magyar) |

| 2. forduló 2008. augusztus 4. 20:00 |

| Győri ETO              | 0 – 3               | Debreceni VSC          |
| ---------------------- | ------------------- | ---------------------- |
| Nikolov 61' Völgyi 79′ | (0 – 3) Jegyzőkönyv | Oláh 23' Szűcs 29' 42' |

| ETO Park, Győr Nézőszám: 3 000 Játékvezető: Bognár Tamás (magyar) Asszisztensek: Márton Zsolt Butkai Zsolt |

| 3. forduló 2008. szeptember 7. 18:00 |

| Kecskeméti TE               | 1 – 0               | Győri ETO           |
| --------------------------- | ------------------- | ------------------- |
| Yannick 83' Alempijević 45' | (0 – 0) Jegyzőkönyv | Tokody 68' Böőr 81' |

| Széktói Stadion, Kecskemét Nézőszám: 4 500 Játékvezető: Mészáros István (magyar) |

- Elhalasztott mérkőzés.

| 4. forduló 2008. augusztus 17. 20:00 |

| Győri ETO                                                         | 4 – 2               | Rákospalotai EAC                                                       |
| ----------------------------------------------------------------- | ------------------- | ---------------------------------------------------------------------- |
| Bajzát 62' 89' 90+3' 58' Kovács 71' Jäkl 25' Šupić 46' Pintér 81' | (0 – 1) Jegyzőkönyv | Dancs 44' 65' Lisztes 76' Erős 58' Nyerges 66' Horváth 82' Szántai 88' |

| ETO Park, Győr Nézőszám: 2 000 Játékvezető: Vad II. István (magyar) |

| 5. forduló 2008. augusztus 23. 20:00 |

| Kaposvári Rákóczi | 0 – 1               | Győri ETO               |
| ----------------- | ------------------- | ----------------------- |
| Bogdán 61'        | (0 – 0) Jegyzőkönyv | Bajzát 76' Pákolicz 84′ |

| Rákóczi Stadion, Kaposvár Nézőszám: 1 500 Játékvezető: Németh Ádám (magyar) |

| 6. forduló 2008. augusztus 31. 17:30 |

| Győri ETO                                                        | 4 – 1               | Budapest Honvéd                         |
| ---------------------------------------------------------------- | ------------------- | --------------------------------------- |
| Koltai 11' 38' Bajzát 34' 76' 81' Kovács 43' Tokody 58' Copa 83' | (2 – 1) Jegyzőkönyv | Smiljanić 8' Hercegfalvi 43' Maróti 83' |

| ETO Park, Győr Nézőszám: 3 000 Játékvezető: Fábián Mihály (magyar) |

| 7. forduló 2008. szeptember 13. 15:00 |

| MTK Budapest                                            | 1 – 1               | Győri ETO                      |
| ------------------------------------------------------- | ------------------- | ------------------------------ |
| Lambulić 49' (11-esből) Nagy 56' Pátkai 78' Kecskés 89' | (0 – 1) Jegyzőkönyv | Kovács 34' Pintér 17' Böőr 90' |

| Hidegkuti Nándor Stadion, Budapest Nézőszám: 1 200 Játékvezető: Iványi Zoltán (magyar) |

| 8. forduló 2008. szeptember 20. 19:00 |

| Győri ETO                                                                | 6 – 0               | Diósgyőr               |
| ------------------------------------------------------------------------ | ------------------- | ---------------------- |
| Stark 10' (11-esből) Kovács 19' 45' Bajzát 44' 55' Völgyi 50' Tokody 70' | (4 – 0) Jegyzőkönyv | Stanić 28' Miličić 57' |

| ETO Park, Győr Nézőszám: 2 500 Játékvezető: Kassai Viktor (magyar) |

| 9. forduló 2008. szeptember 27. 19:00 |

| Paksi FC                                       | 2 – 1               | Győri ETO           |
| ---------------------------------------------- | ------------------- | ------------------- |
| Éger 58' (11-esből) 90' (11-esből) Kriston 77' | (0 – 1) Jegyzőkönyv | Józsi 8' Völgyi 58' |

| Fehérvári úti stadion, Paks Nézőszám: 2 500 Játékvezető: Arany Tamás (magyar) |

| 10. forduló 2008. október 5. 17:30 |

| Győri ETO                  | 1 – 0               | Zalaegerszegi TE                |
| -------------------------- | ------------------- | ------------------------------- |
| Bicák 90+2' 90+3' Bank 11′ | (0 – 0) Jegyzőkönyv | Kovács 62' Méyé 82′ Szamosi 86' |

| ETO Park, Győr Nézőszám: 3 000 Játékvezető: Szabó Zsolt (magyar) |

| 11. forduló 2008. október 17. 19:00 |

| Vasas                          | 2 – 1               | Győri ETO                       |
| ------------------------------ | ------------------- | ------------------------------- |
| Németh 61' Tóth 78' Dobrić 47' | (0 – 1) Jegyzőkönyv | Bajzát 4' Völgyi 42' Eugène 63' |

| Illovszky Rudolf Stadion, Budapest Nézőszám: 1 000 Játékvezető: Iványi Zoltán (magyar) |

| 12. forduló 2008. október 25. 18:00 |

| FC Fehérvár                                          | 3 – 2               | Győri ETO                                               |
| ---------------------------------------------------- | ------------------- | ------------------------------------------------------- |
| Sitku 3' (11-esből) 64' 59' Pavličić 39' Horváth 45' | (2 – 1) Jegyzőkönyv | Bajzát 29' (11-esből) 45' Józsi 47' Bicák 41' Zámbó 63' |

| Sóstói Stadion, Székesfehérvár Nézőszám: 1 765 Játékvezető: Vad II. István (magyar) |

| 13. forduló 2008. november 1. 18:00 |

| Győri ETO | 0 – 1               | Nyíregyháza Spartacus       |
| --------- | ------------------- | --------------------------- |
|           | (0 – 0) Jegyzőkönyv | Sztojkov 60' Luis Ramos 59' |

| ETO Park, Győr Nézőszám: 2 000 Játékvezető: Berger József (magyar) |

| 14. forduló 2008. november 7. 19:00 |

| Újpest                                         | 1 – 1               | Győri ETO                                 |
| ---------------------------------------------- | ------------------- | ----------------------------------------- |
| Šupić 2' (öngól) Rajczi 49' Kabát 69' Bori 84' | (1 – 1) Jegyzőkönyv | Tokody 20' Völgyi 55' Zámbó 76′ Bicák 81' |

| Szusza Ferenc Stadion, Budapest Nézőszám: 6 748 Játékvezető: Mészáros István (magyar) |

| 15. forduló 2008. november 15. 18:00 |

| Győri ETO  | 0 – 0               | BFC Siófok |
| ---------- | ------------------- | ---------- |
| Tokody 35' | (0 – 0) Jegyzőkönyv | Kanta 89'  |

| ETO Park, Győr Nézőszám: 2 000 Játékvezető: Szilasi Szabolcs (magyar) |

#### Tavaszi fordulók
| 16. forduló 2009. május 13. 19:00 |

| Győri ETO                                    | 3 – 3               | Haladás                           |
| -------------------------------------------- | ------------------- | --------------------------------- |
| Bajzát 27' Kink 46' Alekszidze 77' Bicák 40' | (1 – 0) Jegyzőkönyv | Sipos 61' 91' 90+1' Csontos 90+2' |

| ETO Park, Győr Nézőszám: 6 000 Játékvezető: Arany Tamás (magyar) |

- Elhalasztott mérkőzés.

| 17. forduló 2009. május 6. 19:00 |

| Debreceni VSC                                        | 2 – 2               | Győri ETO                                               |
| ---------------------------------------------------- | ------------------- | ------------------------------------------------------- |
| Czvitkovics 7' 36' Szakály 72' Bernáth 36′ Dombi 90' | (1 – 1) Jegyzőkönyv | Alekszidze 27' Böőr 90+1' Józsi 52' Bicák 56' Šupić 89' |

| Oláh Gábor utcai stadion, Debrecen Nézőszám: 4 000 Játékvezető: Fábián Mihály (magyar) Asszisztensek: Varga Zsolt Márkus Tamás |

- Elhalasztott mérkőzés.

| 18. forduló 2009. március 8. 17:30 |

| Győri ETO                                      | 2 – 0               | Kecskeméti TE             |
| ---------------------------------------------- | ------------------- | ------------------------- |
| Kink 15' Stark 77' (11-esből) 61' Stanišić 75' | (1 – 0) Jegyzőkönyv | Alempijević 53' Čukić 76′ |

| ETO Park, Győr Nézőszám: 1 500 Játékvezető: Mészáros István (magyar) |

| 19. forduló 2009. március 14. 18:00 |

| Rákospalotai EAC                        | 0 – 0               | Győri ETO            |
| --------------------------------------- | ------------------- | -------------------- |
| Ambrusz 42' Kovács Z. 89′ Kovács B. 90' | (0 – 0) Jegyzőkönyv | Bajzát 14' Stark 61' |

| Budai II László Stadion, Budapest Nézőszám: 400 Játékvezető: Veizer Roland (magyar) |

| 20. forduló 2009. március 21. 18:00 |

| Győri ETO                          | 1 – 1               | Kaposvári Rákóczi                        |
| ---------------------------------- | ------------------- | ---------------------------------------- |
| Bajzát 14' Stanišić 78' Völgyi 85' | (1 – 0) Jegyzőkönyv | Zsolnai 76' Gujić 7' Petrók 51' Pest 78' |

| ETO Park, Győr Nézőszám: 2 500 Játékvezető: Németh Ádám (magyar) |

| 21. forduló 2009. április 3. 19:00 |

| Budapest Honvéd       | 0 – 0               | Győri ETO |
| --------------------- | ------------------- | --------- |
| Dobos 49' Fazakas 78′ | (0 – 0) Jegyzőkönyv | Stark 76' |

| Bozsik József Stadion, Budapest Nézőszám: 2 500 Játékvezető: Fábián Mihály (magyar) |

| 22. forduló 2009. április 10. 19:00 |

| Győri ETO                                                    | 3 – 1               | MTK Budapest                     |
| ------------------------------------------------------------ | ------------------- | -------------------------------- |
| Brnović 40' 63' 66' Józsi 28' Bicák 60' Stark 83' Völgyi 90' | (1 – 0) Jegyzőkönyv | Kanta 84' (11-esből) Melczer 54' |

| ETO Park, Győr Nézőszám: 2 000 Játékvezető: Kassai Viktor (magyar) |

| 23. forduló 2009. április 18. 19:00 |

| Diósgyőr                       | 2 – 3               | Győri ETO                                                                             |
| ------------------------------ | ------------------- | ------------------------------------------------------------------------------------- |
| Tóth 32' Stanić 72' Kamber 70' | (1 – 1) Jegyzőkönyv | Bajzát 6' 87' Jäkl 66' 54' Nyári 18' Kink 31' Stark 77' Stevanović 82' Alekszidze 85' |

| DVTK-stadion, Miskolc Nézőszám: 4 000 Játékvezető: Iványi Zoltán (magyar) |

| 24. forduló 2009. április 25. 19:00 |

| Győri ETO                                                   | 4 – 1               | Paksi FC                                            |
| ----------------------------------------------------------- | ------------------- | --------------------------------------------------- |
| Kink 26' Brnović 36' Bajzát 43' 49' Stanišić 58′ Dorogi 60' | (3 – 1) Jegyzőkönyv | Pintér 33' Zováth 27' Böde 39' Pandur 48' Szabó 87' |

| ETO Park, Győr Nézőszám: 2 700 Játékvezető: Berger József (magyar) |

| 25. forduló 2009. április 28. 19:00 |

| Zalaegerszegi TE                         | 2 – 7               | Győri ETO                                                                   |
| ---------------------------------------- | ------------------- | --------------------------------------------------------------------------- |
| Alomerović 9' Waltner 28' Miljatovič 56′ | (2 – 1) Jegyzőkönyv | Józsi 3' 58' Bajzát 47' 65' 75' Böőr 60' Alekszidze 79' Völgyi 39' Bank 55' |

| ZTE Aréna, Zalaegerszeg Nézőszám: 4 096 Játékvezető: Andó-Szabó Sándor (magyar) |

| 26. forduló 2009. május 1. 19:00 |

| Győri ETO                                   | 1 – 1               | Vasas                                  |
| ------------------------------------------- | ------------------- | -------------------------------------- |
| Alekszidze 3' Böőr 73' Bajzát 87' Stark 90' | (1 – 0) Jegyzőkönyv | Vujović 81' 57' Dobrić 32' B. Tóth 47' |

| ETO Park, Győr Nézőszám: 12 000 Játékvezető: Solymosi Péter (magyar) |

| 27. forduló 2009. május 9. 19:00 |

| Győri ETO                                         | 1 – 2               | FC Fehérvár                                                        |
| ------------------------------------------------- | ------------------- | ------------------------------------------------------------------ |
| Copa 40' Kiss 12' Zámbó 65' Jäkl 68' Stanišić 73' | (1 – 1) Jegyzőkönyv | Vujović 16' Alison Silva 82' Lázár 32' André Alves 67' Horváth 79' |

| ETO Park, Győr Nézőszám: 2 000 Játékvezető: Iványi Zoltán (magyar) |

| 28. forduló 2009. május 16. 19:00 |

| Nyíregyháza Spartacus     | 1 – 1               | Győri ETO                                               |
| ------------------------- | ------------------- | ------------------------------------------------------- |
| Minczér 68' 85' Zabos 74' | (0 – 0) Jegyzőkönyv | Csermelyi 61' Đorđević 12' Böőr 20' Nyári 30' Zámbó 43' |

| Nyíregyháza Városi Stadion, Nyíregyháza Nézőszám: 3 000 Játékvezető: Berger József (magyar) |

| 29. forduló 2009. május 23. 15:00 |

| Győri ETO                                                        | 4 – 3               | Újpest                                                                  |
| ---------------------------------------------------------------- | ------------------- | ----------------------------------------------------------------------- |
| Brnović 24' Božić 42' (öngól) Kiss 58' Alekszidze 89' Dorogi 71' | (2 – 3) Jegyzőkönyv | Tisza 13' (11-esből) Simon 17' Pollák 41' Božić 35' Stokes 64' Bori 88' |

| ETO Park, Győr Nézőszám: 2 500 Játékvezető: Andó-Szabó Sándor (magyar) |

| 30. forduló 2009. május 30. 19:00 |

| BFC Siófok                                                                      | 3 – 2               | Győri ETO                                         |
| ------------------------------------------------------------------------------- | ------------------- | ------------------------------------------------- |
| Bojtor 5' Magasföldi 27' Takács 56' Roni 15' Ivancsics 45' Kanta 64' Tusori 76' | (2 – 0) Jegyzőkönyv | Alekszidze 65' 87' Bicák 20' Völgyi 35' Stark 81' |

| Révész Géza utcai stadion, Siófok Nézőszám: 350 Játékvezető: Takács János (magyar) |

#### A bajnokság végeredménye
| #   | Csapat                    | M  | GY | D  | V  | G+ – G– | GK  | P  | Megjegyzések                  |
| --- | ------------------------- | -- | -- | -- | -- | ------- | --- | -- | ----------------------------- |
| 1.  | Debreceni VSC (B) (I)     | 30 | 21 | 5  | 4  | 70–29   | +41 | 68 | Bajnokok Ligája (selejtező)   |
| 2.  | Újpest (I)                | 30 | 17 | 8  | 5  | 61–38   | +23 | 59 | Európa-liga (2. selejtezőkör) |
| 3.  | Haladás Ú (I)             | 30 | 16 | 5  | 9  | 44–29   | +15 | 53 | Európa-liga (1. selejtezőkör) |
| 4.  | Zalaegerszegi TE          | 30 | 15 | 7  | 8  | 52–44   | +8  | 52 |                               |
| 5.  | Kecskeméti TE Ú           | 30 | 14 | 6  | 10 | 55–44   | +11 | 48 |                               |
| 6.  | FC Fehérvár               | 30 | 14 | 6  | 10 | 42–34   | +8  | 48 |                               |
| 7.  | MTK Budapest CV           | 30 | 13 | 6  | 11 | 43–41   | +2  | 45 |                               |
| 8.  | Győri ETO                 | 30 | 11 | 10 | 9  | 57–41   | +16 | 43 |                               |
| 9.  | Kaposvári Rákóczi         | 30 | 11 | 7  | 12 | 51–46   | +5  | 40 |                               |
| 10. | Vasas                     | 30 | 11 | 5  | 14 | 42–52   | −10 | 38 |                               |
| 11. | Paksi FC                  | 30 | 9  | 8  | 13 | 38–51   | −13 | 35 |                               |
| 12. | Diósgyőr                  | 30 | 9  | 6  | 15 | 29–45   | −16 | 33 |                               |
| 13. | Budapest Honvéd (KGY) (I) | 30 | 8  | 8  | 14 | 31–46   | −15 | 32 | Európa-liga (3. selejtezőkör) |
| 14. | Nyíregyháza Spartacus     | 30 | 7  | 11 | 12 | 32–41   | −9  | 32 |                               |
| 15. | BFC Siófok (K)            | 30 | 8  | 2  | 20 | 30–56   | −26 | 26 | NB II                         |
| 16. | Rákospalotai EAC (K)      | 30 | 3  | 6  | 21 | 33–73   | −40 | 15 | NB II                         |

Utolsó frissítés: 2013. február 19. 
Forrás: MLSZ adatbank 
A rangsorolás alapszabályai: 1. összpontszám, 2. győzelmek száma, 3. egymás elleni eredmények összpontszáma,  4. egymás elleni eredmények gólkülönbsége, 5. egymás elleni eredmények szerzett góljainak száma 6. gólkülönbség, 7. szerzett gólok száma.
(B): Bajnokcsapat, (K): Kieső csapat, (F): Feljutó csapat, (I): Kupainduló, (R): A rájátszás győztese, (KGY): Kupagyőztes

#### Az eredmények összesítése
Az alábbi táblázatban összesítve szerepelnek a Győri ETO FC 2008/09-es bajnokságban elért eredményei.
| Ősz/tavasz (forduló)    | Otthon | Otthon | Otthon | Otthon | Otthon | Otthon | Otthon | Idegenben | Idegenben | Idegenben | Idegenben | Idegenben | Idegenben | Idegenben |
| Ősz/tavasz (forduló)    | M      | GY     | D      | V      | LG–KG  | GK     | P      | M         | GY        | D         | V         | LG–KG     | GK        | P         |
| ----------------------- | ------ | ------ | ------ | ------ | ------ | ------ | ------ | --------- | --------- | --------- | --------- | --------- | --------- | --------- |
| Őszi szezon (1–15.)     | 7      | 4      | 1      | 2      | 15–7   | +8     | 13     | 8         | 1         | 2         | 5         | 8–12      | –4        | 5         |
| Tavaszi szezon (16–30.) | 8      | 4      | 3      | 1      | 19–12  | +7     | 15     | 7         | 2         | 4         | 1         | 15–10     | +5        | 10        |
| Összesen (1–30.)        | 15     | 8      | 4      | 3      | 34–19  | +15    | 28     | 15        | 3         | 6         | 6         | 23–22     | +1        | 15        |

#### Helyezések fordulónként
| Forduló  | 1  | 2  | 3  | 4  | 5  | 6  | 7 | 8  | 9 | 10 | 11 | 12 | 13 | 14 | 15 | 16 | 17 | 18 | 19 | 20 | 21 | 22 | 23 | 24 | 25 | 26 | 27 | 28 | 29 | 30 |
| -------- | -- | -- | -- | -- | -- | -- | - | -- | - | -- | -- | -- | -- | -- | -- | -- | -- | -- | -- | -- | -- | -- | -- | -- | -- | -- | -- | -- | -- | -- |
| Helyszín | I  | O  | I  | O  | I  | O  | I | O  | I | O  | I  | I  | O  | I  | O  | O  | I  | O  | I  | O  | I  | O  | I  | O  | I  | O  | O  | I  | O  | I  |
| Eredmény | V  | V  | V  | GY | GY | GY | D | GY | V | GY | V  | V  | V  | D  | D  | D  | D  | GY | D  | D  | D  | GY | GY | GY | GY | D  | V  | D  | GY | V  |
| Helyezés | 11 | 16 | 16 | 16 | 11 | 7  | 7 | 6  | 7 | 5  | 8  | 9  | 10 | 12 | 13 | 12 | 13 | 11 | 10 | 11 | 11 | 10 | 8  | 6  | 6  | 7  | 8  | 8  | 7  | 8  |

Helyszín: O = Otthon; I = Idegenben. Eredmény: GY = Győzelem; D = Döntetlen; V = Vereség.

### Magyar kupa
| 4. forduló 2008. szeptember 24. 19:00 |

| Pécsi MFC | 0 – 5               | Győri ETO                                                         |
| --------- | ------------------- | ----------------------------------------------------------------- |
| Nagy 71'  | (0 – 2) Jegyzőkönyv | Brnović 28' 56' Kovács 42' 53' Pákolicz 80' Kovács 15′ Völgyi 35' |

| PMFC Stadion, Pécs Játékvezető: Solymosi Péter (magyar) |

| 5. forduló Első mérkőzés 2008. október 10. 18:00 |

| Haladás                            | 3 – 2               | Győri ETO                               |
| ---------------------------------- | ------------------- | --------------------------------------- |
| Sipos 29' Oross 70' Kovács 77' 24' | (1 – 2) Jegyzőkönyv | Böőr 18' Stark 32' Nikolov 53' Bank 58' |

| Rohonci úti stadion, Szombathely Játékvezető: Solymosi Péter (magyar) |

| 5. forduló Visszavágó 2008. október 22. 18:00 |

| Győri ETO                                                      | 4 – 0               | Haladás                            |
| -------------------------------------------------------------- | ------------------- | ---------------------------------- |
| Bank 14' Józsi 24' Böőr 71' Bajzát 90+1' Šupić 75' Brnović 86' | (2 – 0) Jegyzőkönyv | Maikel 44' Tóth P. 60' Balassa 69' |

| ETO Park, Győr Nézőszám: 1 800 Játékvezető: Bede Ferenc (magyar) |

| Negyeddöntő Első mérkőzés 2009. március 11. 14:30 |

| Kazincbarcikai SC                  | 1 – 2               | Győri ETO                                                   |
| ---------------------------------- | ------------------- | ----------------------------------------------------------- |
| Olasz 45' Kovács 43' Debreceni 90' | (1 – 0) Jegyzőkönyv | Kink 49' 67' Bajzát 68' Stark 28' Đorđević 54' Stanišić 73' |

| Pete András Stadion, Kazincbarcika Nézőszám: 400 Játékvezető: Berger József (magyar) |

| Negyeddöntő Visszavágó 2009. március 18. 18:00 |

| Győri ETO                                                                               | 7 – 0               | Kazincbarcikai SC    |
| --------------------------------------------------------------------------------------- | ------------------- | -------------------- |
| Pilibaitis 23' Józsi 25' Stark 31' Bajzát 39' Alekszidze 57' 78' Bicák 73' Đorđević 63' | (4 – 0) Jegyzőkönyv | Hanász 21' Sebők 71' |

| ETO Park, Győr Játékvezető: Takács János (magyar) |

| Elődöntő Első mérkőzés 2009. április 14. 18:00 |

| Győri ETO             | 2 – 1               | MTK Budapest                                    |
| --------------------- | ------------------- | ----------------------------------------------- |
| Bajzát 25' Tokody 34' | (2 – 1) Jegyzőkönyv | Lencse 20' Zsidai 27' Melczer 36' Radulović 74' |

| ETO Park, Győr Nézőszám: 2 000 Játékvezető: Arany Tamás (magyar) |

| Elődöntő Visszavágó 2009. április 22. 17:00 |

| MTK Budapest                         | 2 – 2               | Győri ETO                                            |
| ------------------------------------ | ------------------- | ---------------------------------------------------- |
| Könyves 16' Pintér 80' 67' Szabó 38' | (1 – 1) Jegyzőkönyv | Böőr 38' Stark 87' Völgyi 45' Stanišić 47' Šupić 84' |

| Hidegkuti Nándor Stadion, Budapest Nézőszám: 1 000 Játékvezető: Szabó Zsolt (magyar) |

| Döntő Első mérkőzés 2009. május 20. 18:00 |

| Győri ETO                                                        | 0 – 1               | Budapest Honvéd                               |
| ---------------------------------------------------------------- | ------------------- | --------------------------------------------- |
| Alekszidze 17' Böőr 20' Odikadze 47' Bajzát 67' Stevanović 90+3' | (0 – 0) Jegyzőkönyv | Abraham 71' Smiljanić 20' Filó 78' Maróti 88' |

| ETO Park, Győr Nézőszám: 11 000 Játékvezető: Szabó Zsolt (magyar) Asszisztensek: Vámos Tibor Erős Gábor |

| Döntő Visszavágó 2009. május 26. 19:00 |

| Budapest Honvéd                                 | 0 – 0               | Győri ETO                                                 |
| ----------------------------------------------- | ------------------- | --------------------------------------------------------- |
| Hercegfalvi 29' Smiljanić 48' Benjamin 81′, 83′ | (0 – 0) Jegyzőkönyv | Stanišić 30' Böőr 39' Šupić 10′, 63′ Stark 86' Copa 90+2' |

| Bozsik József Stadion, Budapest Nézőszám: 7 000 Játékvezető: Solymosi Péter (magyar) Asszisztensek: Szpisják Zsolt Farkas Balázs |

### Ligakupa

#### Csoportkör (B csoport)
| 1. forduló 2008. október 1. 15:30 |

| Győri ETO                                | 4 – 0               | Haladás    |
| ---------------------------------------- | ------------------- | ---------- |
| Tóth M. 2' Brnović 39' 44' Csermelyi 78' | (3 – 0) Jegyzőkönyv | Kovács 43' |

| ETO Park, Győr Játékvezető: Kiss Norbert (magyar) |

| 2. forduló 2008. október 15. 14:00 |

| Budaörsi SC           | 0 – 1               | Győri ETO               |
| --------------------- | ------------------- | ----------------------- |
| Bálint 39' Farkas 66' | (0 – 0) Jegyzőkönyv | Lappints 53' Pintér 23' |

| Budaörs Játékvezető: Kovács Gábor (magyar) |

| 3. forduló 2008. október 29. 14:00 |

| Győri ETO              | 1 – 1               | MTK Budapest                        |
| ---------------------- | ------------------- | ----------------------------------- |
| Brnović 52' Kovács 74' | (0 – 0) Jegyzőkönyv | Ladányi 74' Lencse 47' Szatmári 52' |

| ETO Park, Győr Játékvezető: Pánczél Krisztián (magyar) |

| 4. forduló 2008. november 19. 17:00 |

| Lombard Pápa                                                                  | 5 – 6               | Győri ETO                                         |
| ----------------------------------------------------------------------------- | ------------------- | ------------------------------------------------- |
| Farkas 12' 33' Szabó 13' 60' Venczel 42' 86' 21' Alex José 51' 43' Kovács 38' | (3 – 2) Jegyzőkönyv | Kovács 2' 8' 55' 59' 82' 18' Bajzát 56' Józsi 45' |

| Perutz Stadion, Pápa Játékvezető: Gyarmati II. Tibor (magyar) |

| 5. forduló 2008. november 12. 13:30 |

| Győri ETO                                                           | 3 – 0               | BFC Siófok |
| ------------------------------------------------------------------- | ------------------- | ---------- |
| Csermelyi 61' Eugène 73' Brnović 80' Pintér 40' Kiss 42' Kovács 83' | (0 – 0) Jegyzőkönyv | Sütő 85′   |

| ETO Park, Győr Játékvezető: Bognár Tamás (magyar) |

| 6. forduló 2008. november 23. 16:30 |

| Haladás                  | 2 – 0               | Győri ETO                                 |
| ------------------------ | ------------------- | ----------------------------------------- |
| Simon 51' 74' Iszlai 21' | (0 – 0) Jegyzőkönyv | Pintér 18' Tóth 45' Fomumbod 53' Böőr 80' |

| Rohonci úti stadion, Szombathely Játékvezető: Bede Ferenc (magyar) |

| 7. forduló 2008. november 29. 13:00 |

| Győri ETO                                        | 6 – 0               | Budaörsi SC           |
| ------------------------------------------------ | ------------------- | --------------------- |
| Bajzát 25' Tokody 41' 42' Šišov 62' 72' Kiss 84' | (3 – 0) Jegyzőkönyv | Lalusz 88' Kollár 90′ |

| ETO Park, Győr Játékvezető: Sulyok Gergely (magyar) |

| 8. forduló 2008. december 6. 13:00 |

| MTK Budapest                         | 3 – 0               | Győri ETO |
| ------------------------------------ | ------------------- | --------- |
| Hrepka 35' Hidvégi 53' Gosztonyi 84' | (1 – 0) Jegyzőkönyv |           |

| Budapest Játékvezető: Nagy Róbert (magyar) |

| 9. forduló 2009. február 7. 13:00 |

| Győri ETO   | 0 – 4               | Lombard Pápa                                   |
| ----------- | ------------------- | ---------------------------------------------- |
| Leitold 74' | (0 – 1) Jegyzőkönyv | Alex José 21' Farkas 58' Gyömbér 62' Wansi 79' |

| ETO Park, Győr Játékvezető: Németh Ádám (magyar) |

| 10. forduló 2009. február 14. 13:00 |

| BFC Siófok                                                                    | 4 – 2               | Győri ETO                                          |
| ----------------------------------------------------------------------------- | ------------------- | -------------------------------------------------- |
| Ndjodo 31' Tóth 53' (öngól) Magasföldi 54' 61' Koós 83' Sütő 56' Andruskó 70' | (1 – 2) Jegyzőkönyv | Csermelyi 16' Berde 27' 8' Molnár 54' Pákolicz 81' |

| Révész Géza utcai stadion, Siófok Játékvezető: Gaál Gyöngyi (magyar) |

#### A B csoport végeredménye
| Színmagyarázat | Színmagyarázat                                                 |
| -------------- | -------------------------------------------------------------- |
|                | A csoportelső és csoportmásodik bejutott a negyeddöntőbe.      |
|                | A csoport többi helyezettje nem folytathatta a kupaszereplést. |

| Csapat       | M  | Gy | D | V | Lg | Kg | Gk  | P  |
| ------------ | -- | -- | - | - | -- | -- | --- | -- |
| Haladás      | 10 | 7  | 1 | 2 | 23 | 10 | +13 | 22 |
| Győri ETO    | 10 | 5  | 1 | 4 | 23 | 19 | +4  | 16 |
| MTK Budapest | 10 | 4  | 3 | 3 | 13 | 17 | -4  | 15 |
| BFC Siófok   | 10 | 4  | 2 | 4 | 20 | 16 | +4  | 14 |
| Budaörs SC   | 10 | 3  | 1 | 6 | 10 | 22 | -12 | 10 |
| Lombard Pápa | 10 | 1  | 4 | 5 | 18 | 23 | -5  | 7  |

#### Negyeddöntő
| Első mérkőzés 2009. március 4. 14:30 |

| Győri ETO                                               | 3 – 2               | Újpest                               |
| ------------------------------------------------------- | ------------------- | ------------------------------------ |
| Pákolicz 25' Kiss 27' Alekszidze 88' Bicák 19' Jäkl 62' | (2 – 0) Jegyzőkönyv | Simon 51' Popovics 85' Privigyei 39' |

| ETO Park, Győr Játékvezető: Kassai Viktor (magyar) |

| Visszavágó 2009. március 26. 18:00 |

| Újpest                         | 1 – 2               | Győri ETO                                             |
| ------------------------------ | ------------------- | ----------------------------------------------------- |
| Kabát 82' Rajczi 39' Božić 87' | (0 – 2) Jegyzőkönyv | Bicák 15' 16' Sánta 45' 36' Stevanović 39' Dorogi 44' |

| Szusza Ferenc Stadion, Budapest Játékvezető: Szilasi Szabolcs (magyar) |

#### Elődöntő
| Első mérkőzés 2009. március 29. 17:30 |

| FC Fehérvár                                           | 2 – 0               | Győri ETO                                           |
| ----------------------------------------------------- | ------------------- | --------------------------------------------------- |
| Radović 64' 58' André Alves 80' Vujović 24' Lázár 35' | (0 – 0) Jegyzőkönyv | Berde 28' Bicák 31' Dorogi 37' Völgyi 60' Šupić 75′ |

| Sóstói Stadion, Székesfehérvár Játékvezető: Bede Ferenc (magyar) |

| Visszavágó 2009. április 8. 18:00 |

| Győri ETO                                    | 1 – 1               | FC Fehérvár     |
| -------------------------------------------- | ------------------- | --------------- |
| Copa 46' Völgyi 27' Pilibaitis 58' Zámbó 67' | (0 – 0) Jegyzőkönyv | André Alves 61' |

| ETO Park, Győr Játékvezető: Andó-Szabó Sándor (magyar) |